# Stowięcino
Stowięcino (deutsch Stojentin, früher Stojenthin; kaschubisch Stowicëno) ist ein Dorf in der polnischen Woiwodschaft Pommern. Es gehört zu der Gmina Główczyce (Glowitz) in dem Powiat Słupski (Stolper Kreis).

## Geographische Lage
Das Dorf liegt in Hinterpommern, auf flachwelliger Grundmoräne unweit des Lebatals im Osten des Stolper Landes, etwa dreißig Kilometer ostnordöstlich der Stadt Stolp.

## Geschichte

Stojentin südlich des Lebasees an der Ostsee (linke Bildhälfte, durch Anklicken vergrößerbar), nordwestlich von Lauenburg und nordöstlich von Stolp auf einer Landkarte von 1910.

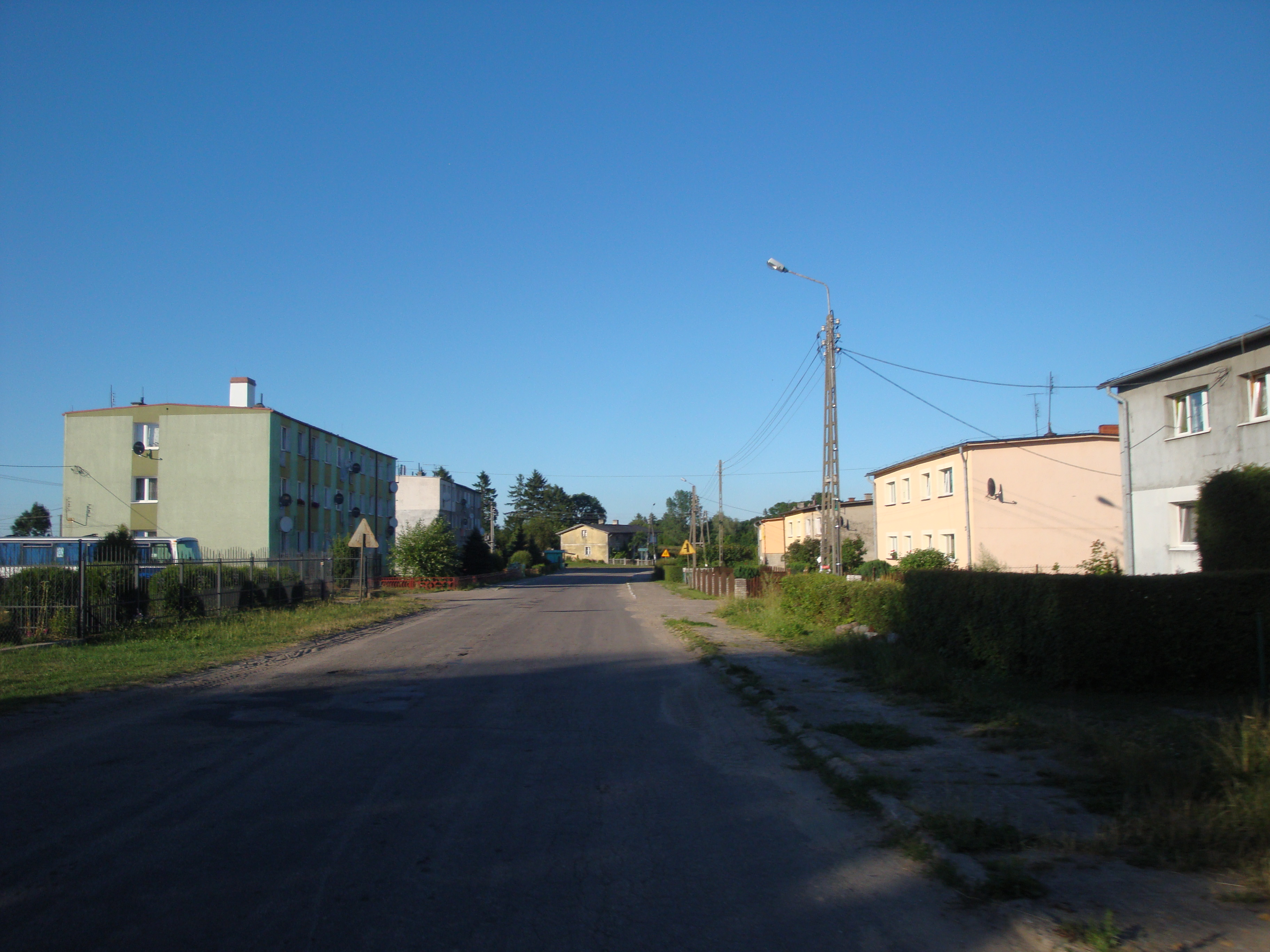
Dorfstraße

Der deutsche Ortsname Stojentin ist mit dem gleichlautenden Namen des Adelsgeschlechts Stojentin identisch. 1341 werden Bertold und Mazen van Stoyentin genannt, 1379 Mertin und Barteke von Stoguntin und 1402 Bartke van Styentyn. Auch 1618 befand sich das Lehnsgut am südlichen Ortsrand noch im Besitz dieser Familie. Im Jahre 1732 ging Stojentin in den Besitz der Familie Zitzewitz über. 1762 folgte als Besitzer der Hauptmann Georg Heinrich von Wobeser. Mitte des 19. Jahrhunderts übernahm Ferdinand Scheunemann (1798–1885) neben seinen Rittergütern Alt- und Neu-Marrin das Gut Stojentin, das sich bis 1945 im Familienbesitz befand.
Um 1782 bestand ein Kilometer westlich der Ortslage von Stojentin ein Vorwerk – der Emilienhof, die Chronik erwähnt einen Prediger, einen Küster, sechs Bauern und drei Kossäten. Im Dorf waren insgesamt 18 Haushaltungen vorhanden. Westlich der Ortslage befanden sich Tonvorkommen, die für den zeitweiligen Betrieb einer Ziegelei Verwendung fanden, auch wurden einige Torfgruben angelegt. Etwa drei Kilometer südwestlich befindet sich der überwiegend mit Nadelholz bestandene Rexiner Wald. 1939 zählte die Gemeinde eine Wohnbevölkerung von 475 Einwohnern.
Bis 1945 bildete Stojentin eine Gemeinde im Landkreis Stolp im Regierungsbezirk Köslin der Provinz Pommern. Der Ort bildete einen eigenen Amts- und Standesamtsbezirk, Amtsgerichtsbereich war Stolp, Gendarmeriebezirk Dargeröse. In die Gemeinde waren die durch Aufsiedlung entstandenen Ortschaften Emilienhof und Schelow eingegliedert. 1939 zählte die Gemeinde eine Wohnbevölkerung von 475 Einwohnern.
Am 9. März 1945 besetzte die Rote Armee Stojentin. Am 27. März 1945 erschossen sowjetische Soldaten die Besitzerin von Gut Stojentin, Gertrud Scheunemann (1877–1945). Das Dorf wurde wie ganz Hinterpommern nach Beendigung der Kampfhandlungen des Zweiten Weltkriegs seitens der sowjetischen Besatzungsmacht der Volksrepublik Polen zur Verwaltung überlassen. In der zweiten Hälfte des Jahres 1945 übernahmen daraufhin polnische Behörden die Kontrolle über das Dorf. Das Dorf wurde durch polnische Bürger besiedelt. Nach und nach wurden die einheimischen Dorfbewohner aus Stojentin vertrieben.
Das Dorf hat heute 416 Einwohner (Stand: 2006).

## Kirche

### Pfarrkirche

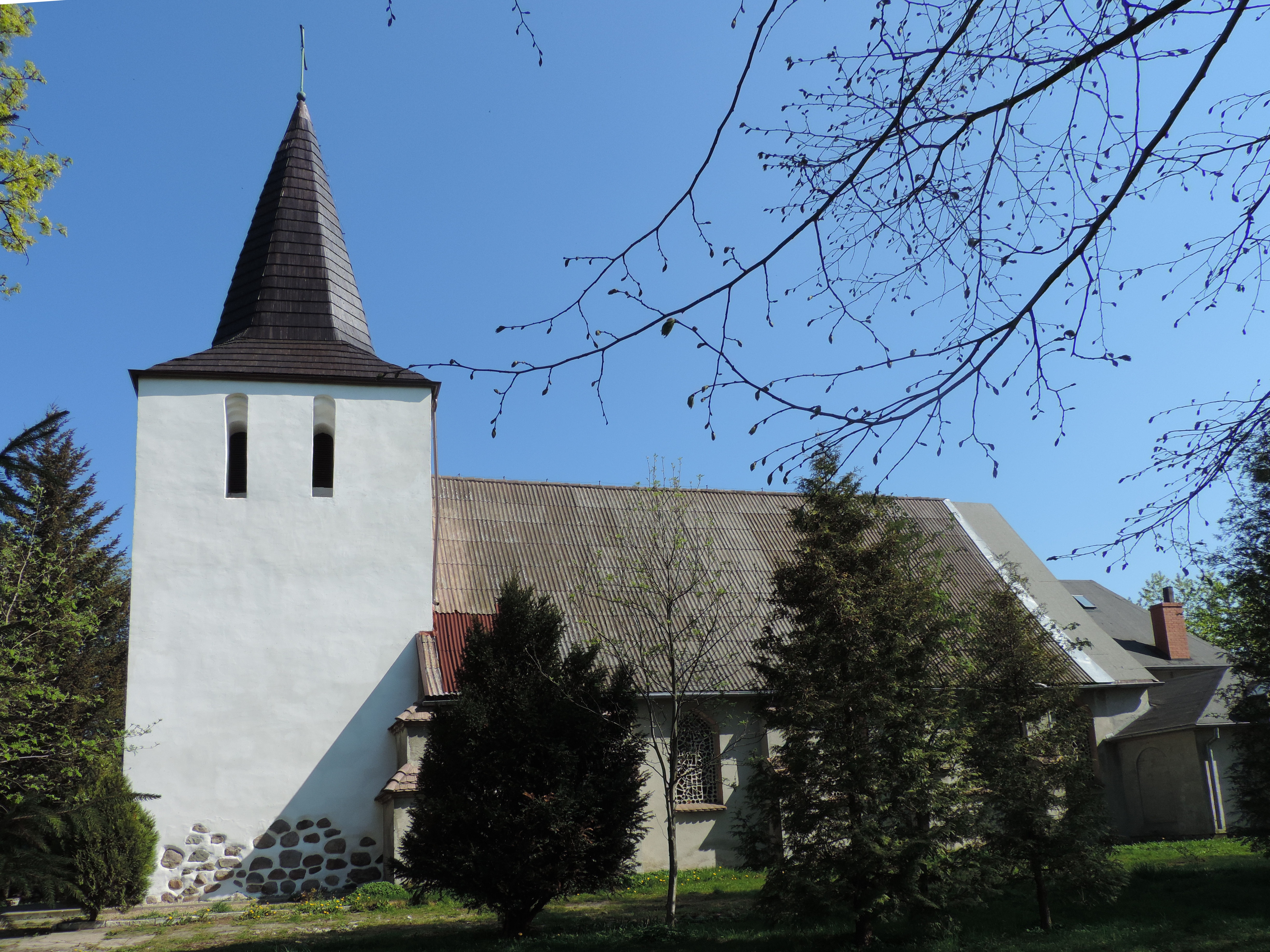
Dorfkirche (2014), bis 1945 Gotteshaus der evangelischen Gemeinde Stojentin

Bereits 1590 wird in Stojentin ein Gotteshaus erwähnt. Die Stojentiner Dorfkirche stammt aus dem 17. Jahrhundert.
Bis 1945 war die Dorfkirche eine evangelische Verkündigungsstätte. Sie wurde nach dem Zweiten Weltkrieg von der polnischen Administration zugunsten der Römisch-katholischen Kirche in Polen zwangsenteignet und vom polnischen katholischen Klerus ‚neu geweiht‘.

### Kirchspiel bis 1945
Stojentin war seit alters her ein Kirchdorf. Vor 1945 war die Bevölkerung fast ausnahmslos evangelischer Konfession. Zum Kirchspiel Stojentin gehörten im Jahre 1940 insgesamt 2745 Gemeindeglieder, die in sieben eingepfarrten Ortschaften lebten: Dargeröse, Gesorke (1938–45 Kleinwasser), Gohren, Groß Podel, Hermannshöhe, Neitzkow und Rexin.
Stojentin gehörte zum Kirchenkreis Stolp-Altstadt im Ostsprengel der Kirchenprovinz Pommern der Kirche der Altpreußischen Union. Das Kirchenpatronat hatten zuletzt die Rittergutsbesitzer Scheunemann (Stojentin) und von Below (Gohren) inne. Der Bestand an Kirchenbüchern reichte bis 1644 zurück.
Das katholische Kirchspiel war in Stolp.

### Polnisches Kirchspiel seit 1945
Die seit 1945 und Vertreibung der einheimischen Dorfbewohner anwesende polnische Einwohnerschaft ist überwiegend katholisch. Das Dorf ist Sitz der polnischen katholischen Pfarrei Hl. Stanislaus. Zur Pfarrei gehören die Ortschaften: Dargoleza (Dargeröse), Gostkowo (Emilienhof), Górzyno (Gohren), Michałowo, Podole Wielkie (Groß Podel), Przebędowo Słupskie (Prebendow), Radosław (Hermannshöhe), Rzechcino (Rexin) sowie Szelewo (Schelow). Die polnische Pfarrei gehört zum Dekanat Główczyce (Glowitz) im Bistum Pelplin der Katholischen Kirche in Polen. In Rzechcino (Rexin) ist eine Filialkirche errichtet worden.
Evangelische Polen gehören zur Filialkirche Główczyce (Glowitz) der Kreuzkirchengemeinde in Stolp in der Diözese Pommern-Großpolen der Evangelisch-Augsburgischen Kirche in Polen.

### Pfarrer bis 1945
Bis 1945 amtierten als evangelische Geistliche in der Pfarrei Stojentin:
| - David Farschbotter - Jakob Celugius, 1612 - Johann Badius, 1617 - Adam Bartholomäi, bis 1666 - Michael Bartholomäi (Sohn von 4.), 1666–1713 - Johann Christlieb Barnwasser, 1713–1758 | - Christian Wilhelm Pomian-Pesavorius, 1758–1789 - Paul Georg Philipp Mampe, 1791–1843 - Heinrich Eduard Meibauer, 1843–1883 - Hugo Karl Theodor Meibauer (Sohn von 9.), 1884–1922 - Wilhelm Lüderwaldt, 1922–1937 - Rudolf Kaun, 1937–1945 |

## Schule
Bereits um 1784 wird in Stojentin ein Küsterlehrer genannt. In den Jahren 1880/81 erhielt das Dorf ein neues Schulhaus, das auf der Stelle des Vorgängergebäudes errichtet wurde.
Die Schule war im Jahre 1932 dreistufig und hatte drei Klassen, zwei Lehrer und 85 Schulkinder. Die letzten deutschen Lehrer vor 1945 waren Adalbert Schmudde, Paul Scharnofske, Theodor Schacht, Fischer und Karl Rupprecht.

## Söhne und Töchter des Ortes
- Karl von Schlieffen (1792–1866), preußischer Generalleutnant
- Gustav von Puttkamer (1827–1910), preußischer Landrat des Kreises Bernkastel
- Andrzej Lepper (1954–2011), polnischer Politiker

## Verkehr
Im Ort kreuzen sich zwei Nebenstraßen, die Główczyce (Glowitz) bzw. Pobłocie (Poblotz) – beide an der Woiwodschaftsstraße 213 gelegen – mit Nowa Wieś Lęborska (Neuendorf bei Lauenburg/Pommern) an der Woiwodschaftsstraße 214 bzw. Potęgowo (Pottangow) an der Landesstraße 6 (ehemalige deutsche Reichsstraße 2, heute auch Europastraße 28) verbinden.
Zwischen 1897 und 1945 bestand Bahnanschluss über die Station Dargeröse (heute polnisch: Dargoleza) an die Strecke von Stolp nach Zezenow der Stolper Bahnen. Heute ist Potęgowo (Pottangow) die nächstgelegene Bahnstation an der Strecke von Danzig nach Stargard in Pommern.